# 禅・水心流護身道
禅・水心流護身道（ぜんすいしんりゅうごしんどう）は、岐阜県にて展開している、禅・水心流空手道拳誠会館から派生した超実戦護身術である。英表記ではZEN SSR SELF-DEFENSE（ゼンエスエスアールセルフディフェンス）。
一般的に知られている護身術では、暴漢や痴漢に襲われた時の事を前提とした護身術を教授しているが、SSRセルフディフェンスが教授している護身術では、まず相手に襲われない為の回避術から指導している。
また、刃物等の武器を持って襲って来る相手には、徒手格闘 (素手) での制圧的な対応を推奨せず、防護盾 (通勤バッグ等の身の回り品) で自身を保護しながらの護身具使用を推奨している。
護身具の使用に於いて、護身体術のテクニックを取り入れた画期的な「護身具術」を考案・教授している。また、身の回りにある物 (身の回り品) を護身具化する技術や、護身具の適正な使用方法、正当防衛と過剰防衛の線引きまで教授している。
2代目である禅・水心流拳誠会館・護身道 師範の河合主水 (モンド) は、総合護身インストラクターの講師も務めている。
水心流は道場内で問題を起こす者には非常に厳しく、主に、宗家の命に従わず大会に参加せず傍観、館長、師範らの言いつけも一切聞かず我がままやりたい放題の人物や、帯の昇級昇段で宗家と衝突する者（宗家に全権限があるにもかかわらず）、宗家及び館長、全師範に対する罵詈雑言、悪口、陰口を言う人間には破門といった対処を行っている。破門者は各流派への通達が行われている。また、近年では宗家や館長のみならず師範達との話し合いの上、破門者を決定している。
以前、このWikipedia情報が悪意ある者により、故意に事実無根・荒唐無稽な情報操作をされていた。

## 概要
禅・水心流護身道とは、禅・水心流空手道拳誠会館館長、河合主水（モンド）による特殊な護身技術を体系化したもので、実戦空手技術及び実戦武器術を応用し、オーストラリアはクイーンズランド州及びニューサウスウェールズ州を放浪中に構築された危険回避技術、オーストラリア～日本間の治安調査、主にシドニーにおける犯罪現場及び犯罪組織潜入調査、ナイトクラブ麻薬実態潜入調査、現地セキュリティ・アカデミーでのボディーガード訓練、モナドノック警棒術訓練、拳銃射撃訓練及び徒手格闘術訓練、そして、売春宿のバウンサー（用心棒）経験、要人警護経験を元に作られたものである。
主水は、心身虚弱者、高齢者、児童、女性など「弱者に使えないものは護身術ではない」と言っている。
主水が展開している護身術講座ではクライム・シミュレーション・システム（CSS）なるものがあり、あらゆる犯罪、場所、条件を想定して行われている。
犯罪としては、路上強盗、銀行強盗、押し込み強盗、強姦、顔見知りレイプ、痴漢、ひったくり、車上狙い、車両盗、泥酔者による暴力、ドメスティックバイオレンス、声かけ事案、乱射事件、通り魔、拉致・誘拐、テロリストや犯罪組織による襲撃等、環境としては昼夜、森林、ブッシュ、航空機内、プラットフォーム、車内、タクシー、電車、バス、トイレ、エレベーター、エスカレーター、病院、学校内、また、多人数、格闘技経験者、寝込みの際の襲撃、加齢や病気にかかった際の護身術、武器、護身具の使用等、ありとあらゆる犯罪、状態、環境を設定している。
また、ＣＳＳでは「型」に一切とらわれない自身の感覚のみを頼りにした特殊な訓練法がとられている。
ＣＳＳにおいて、秋葉原通り魔事件やルネサンス佐世保散弾銃乱射事件など国内で発生した事件、ポートアーサー事件など海外で発生した事件を題材にシミュレーション訓練を行っている。
バイティング（噛みつき訓練）では、実際に襲撃者の各身体部位を全力で噛む訓練法が取られている。この為、事前に襲撃者役の人間は腕、首等各急所部位を防護した上で訓練に臨んでいる。
ダークネス（暗闇訓練）では、犯罪の殆どが夕刻から深夜にかけて発生している事から暗闇の中での護身訓練を行っている。
アブダクション＆バウンド（拉致・拘束訓練）では、縄・タオル・テープ・拘束バンド・手錠等を使用し、襲撃者から拉致・拘束された場合にいかに逃亡するか、という訓練を行う。
他、ガスガン及び電動ガンを使用した射撃訓練や催涙スプレー、フラッシュライト、特殊警棒による実戦訓練も行っている。
主水がシドニーにて行っているニューサウスウェールズ州政府公認ボディーガード及び、潜入調査の観点から作成された護身技術シナリオは、非常に特殊なもので、潜入の際の武器隠匿（コンシールドウェポン）、ボディーアーマー及び防弾盾の隠匿・使用法、警備におけるメタルディテクター（金属探知機）からの回避及び対処法等がある。
また、主水による「超実戦ヌンチャク術」はスポーツの観点から作られた「フリースタイル・ヌンチャク」とは一線を画し、犯罪に対処する為だけのいわば実戦護身武器術であり、身を守る為の術であるといえる。
主水は公式ホームページに於いて各種護身術講座を公開している。